# كالوسا دين سارايا
بلدية كالوسا د'إن سارايا (بالإسبانية: Callosa d'En Sarrià)‏, هي بلدية تقع في مقاطعة اليكانتي. جنوب شرق إسبانيا. يبلغ عدد سكانها 7.939 نسمة.